# 杨卓新
杨卓新（1890年10月10日—1963年6月10日），字华一，号祖谷，又号茂复，湖南人，曾出任湖南大学校长。杨卓新是继胡明复、姜立夫之后第三位取得数学博士的中国人。

## 生平
1890年，杨卓新出生在湖南省新化县中和团北渡村。孩提时，他就读于资江高等小学堂。1908年，他考入湖南高等学堂（今湖南大学）。1913年，杨卓新公费留学美国哈佛大学，不久转入威斯康辛大学，之后在伊利诺斯大学获得工学硕士学位，最终在雪城大学获得数学博士学位。1920年，杨卓新到英国剑桥大学和伦敦大学读博士后，1922年到法国巴黎大学学习，1923年到德国柏林大学学习。
1924年，杨卓新回到中华民国，担任湖南公立工业专门学校（今湖南大学）教务主任兼数学教授。1926年1月，他担任湖南大学（此时学校已经改名）理科学长。1927年春季，杨卓新担任湖南大学教务主任。1930年8月，杨卓新担任湖南大学校长，1931年3月卸任。
1963年6月10日，杨卓新因胃癌在湖南省长沙市病逝，临终遗言：“为学不厌，诲人不倦，日知所无，月习所能；睥睨环宇，熙攘人生，征考通家，张扬大道；彷徨坛席，俯仰名山，日月千秋，江湖万古；非关人杰，或是地灵，逝者如斯，忧乎尚己。”